# Rita Marko
Rita Marko (Dishnica, 1920. február 17. – 2018. június 15.) albán kommunista politikus, szakszervezeti aktivista. Az állampárti berendezkedés évtizedeiben vezető tisztségeket töltött be. 1991-ben letartóztatták, majd politikusként elkövetett bűneiért börtönbüntetésre ítélték, 1995-ben szabadult.

## Életútja
Macedón nemzetiségű családban született, apja pásztor volt. 1942-ben belépett az Albán Kommunista Párt korçai szervezetébe, és a partizánok oldalán részt vett a második világháborús harcokban. A háborút követően, 1949–1950-ben a Korça megyei pártszervezet első titkára volt, majd 1950 júliusától 1951 márciusáig az ipari tárcát vezette. 1952 áprilisában a párt központi bizottságának, 1956 júniusában politikai bizottságának teljes jogú tagja lett. Az elkövetkező években több fontos tisztséget ellátott, volt az albán nemzetgyűlés elnöke (1956–1958) és alelnöke (1966. szeptember – 1976. december), durrësi első titkár (1966–1970), valamint a szakszervezeti tanács elnöke (1970–1982). A keményvonalas politikusok közé tartozott, az albán sajtóban megjelent nekrológja egyenesen Enver Hoxha jobbkezének, egyik fő bizalmasának titulálta. Amikor 1990. december 11-én a politikai bizottság a pluralizmus szellemében szavazásra bocsátotta a politikai szervezetek alapításának szabadságát, Marko másodmagával voksolt az indítvány ellen.
A rendszerváltást követően, 1991. december 5-én letartóztatták, és 1994. július 2-án hatalommal való visszaélés vádjával nyolc év letöltendő börtönbüntetésre ítélték, de egy év elteltével, 1995 júliusában szabadlábra helyezték.
Házassága révén rokoni kapcsolatban állt az albán állampártban szintén fontos tisztségeket betöltő Pilo Peristerivel.